# Krupina
 Ovo je glavno značenje pojma Krupina. Za druga značenja pogledajte Okrug Krupina.
Krupina (mađ. Korpona, njem. Karpfen) je grad u Banskobistričkom kraju u središnjoj Slovačkoj. Središte je Okruga Krupina.

## Povijest
Području grada naseljeno je još od neolitika, arheoloških nalaza ima i iz brončanog doba. Prvi pisani izvor o gradu datira iz 1135. Zajedno s Trnavom, Krupina je najstariji grad u Slovačkoj, slobodni grad postalo je 1238.
Naselje se nalazi na putu poznatome kao "via magna", koji povezuje Baltičko more i Jadran. Nakon  Mongolske invazije 1241./1242., grad je bio opljačkan i srušen. Poslije obnove primio je ponovo 1244. status slobodnog kraljevskog grada.
Nakon raspada Austro-Ugarske 1918. grad je postao dio Čehoslovačke, kratko vrijeme bio je okupiran od Slovačke Sovjetske Republike. 1919., ali brzo je vraćen Čehoslovačkoj, a od 1993. je dio Slovačke.

## Stanovništvo
| Godina:     | 1993. | 2003.   | 2013.   | 2023.   |
| ----------- | ----- | ------- | ------- | ------- |
| Broj ljudi: | 8050  | 7847    | 8010    | 7510    |
| Razlika:    |       | -2,52 % | +2,07 % | -6,24 % |

| Godina:     | 2022. | 2023.   |
| ----------- | ----- | ------- |
| Broj ljudi: | 7520  | 7510    |
| Razlika:    |       | -0,13 % |

Grad je 2002. godine imao 7.991 stanovnika.

### Etnički sastav
- Slovaci - 97,63 %
- Romi - 1,14%
- Česi - 0,38%
- Mađari - 0,34%
- Ukrajinci - 0,03%

### Religija
- rimokatolici - 70,32%
- protestanti - 17,91%
- ateisti - 9,27%
- grkokatolici - 0,06%
- ostali

## Gradovi prijatelji
- Nepomuk, Češka
- Hukvaldy, Češka
- Wisła, Poljska
- Anykščiai, Litva
- Omiš, Hrvatska

## Vanjske poveznice
- Službena stranica grada  Arhivirana inačica izvorne stranice od 11. kolovoza 2020. (Wayback Machine)